# Port-Lesney
Port-Lesney est une commune française située dans le département du Jura, la région culturelle et historique de Franche-Comté et la région administrative Bourgogne-Franche-Comté. Établie sur les rives de la Loue, en bordure du massif du Jura et à une trentaine de kilomètres de Besançon, elle comptait 539 habitants en 2022 appelés Lénipontains et Lénipontaines.
L'histoire du village a été marquée au XXe siècle par la présence de l'homme d'État Edgar Faure, lui et sa femme ayant exercé la fonction de maire sur une période de 40 ans.
Le village est aujourd'hui un centre touristique local abritant un camping, deux hôtels dont le Château de Germigney classé cinq étoiles, plusieurs restaurants dont un étoilé au Guide Michelin, une plage en bord de rivière et de nombreux édifices de caractère. Son pont bow-string achevé en 1940, l'ermitage Notre-Dame de Lorette et les vestiges du saumoduc de Salins-les-Bains à Arc-et-Senans sont inscrits à l'inventaire des monuments historiques.

## Géographie

### Localisation
Le village de Port-Lesney est situé au centre d'un triangle formé par Besançon, Dole et Lons-le-Saunier, très proche des sites touristiques d'Arc-et-Senans et de Salins-les-Bains. Il se trouve d'autre part le long de la Loue, juste aux portes du Val d'Amour, à la limite entre les départements du Doubs et du Jura, en Franche-Comté.

### Hydrographie

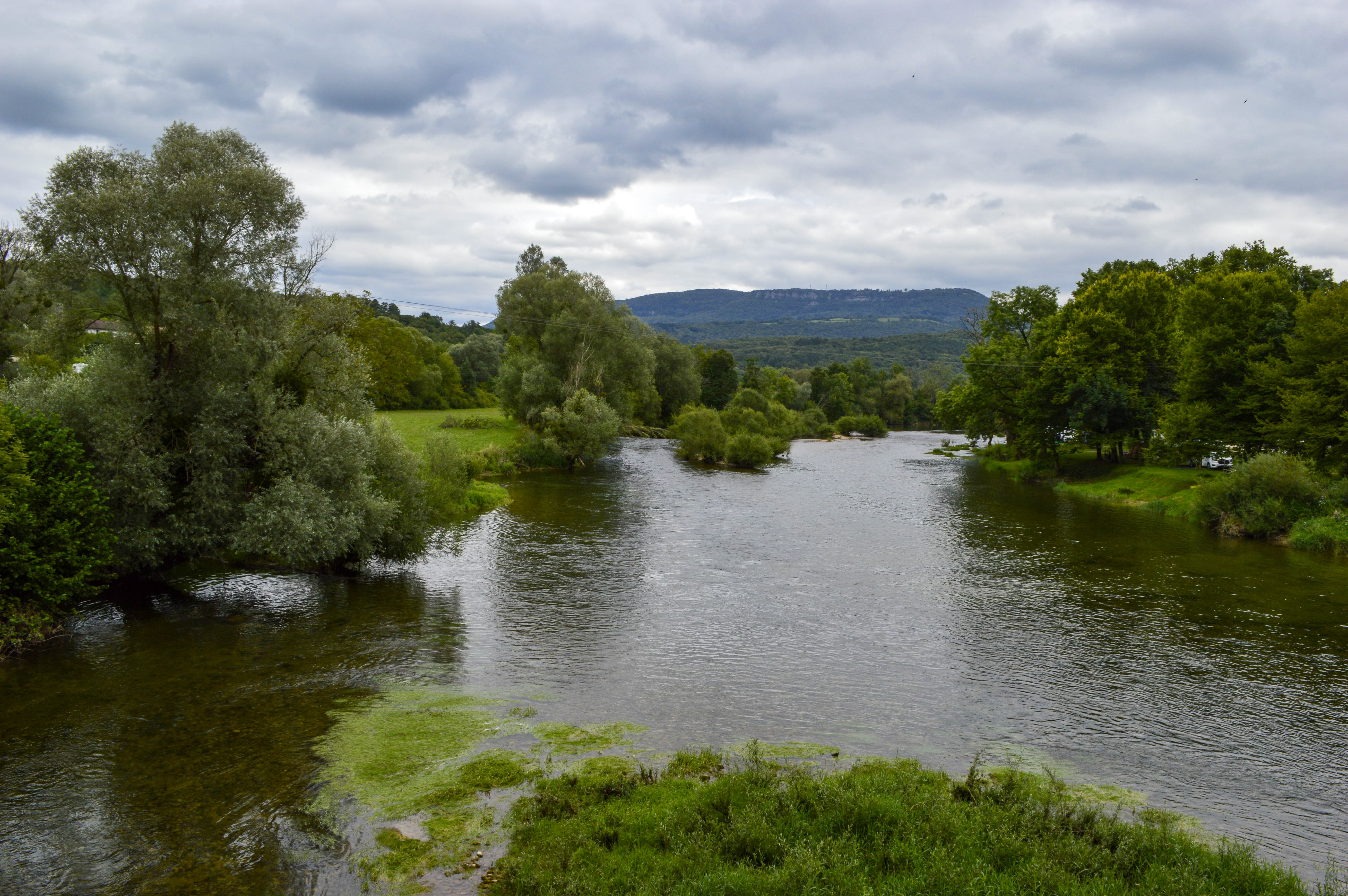
La Loue à Port-Lesney.

La Loue, affluent du Doubs, traverse la commune et sépare le village en deux, la partie Port et la partie Lesney. 

### Voies de communication et transports
Port-Lesney se trouve au voisinage de la N 83 qui relie Besançon à Lons-le-Saunier, un peu avant Mouchard en arrivant de Besançon.
Le village est très proche de la gare de Mouchard, située au croisement de la ligne TGV Paris-Lausanne (Lyria) et de la ligne Strasbourg-Lyon.
L'eurovéloroute N°6 la variante dit des salines longe la loue et traverse à Port Lesney 

### Climat
Pour des articles plus généraux, voir Climat de la Bourgogne-Franche-Comté et Climat du département du Jura.
En 2010, le climat de la commune est de type climat de montagne, selon une étude du Centre national de la recherche scientifique s'appuyant sur une série de données couvrant la période 1971-2000. En 2020, Météo-France publie une typologie des climats de la France métropolitaine dans laquelle la commune est exposée à un climat semi-continental et est dans la région climatique  Jura, caractérisée par une forte pluviométrie en toutes saisons (1 000 à 1 500 mm/an), des hivers rigoureux et un ensoleillement médiocre.
Pour la période 1971-2000, la température annuelle moyenne est de 11,1 °C, avec une amplitude thermique annuelle de 17,5 °C. Le cumul annuel moyen de précipitations est de 1 203 mm, avec 13 jours de précipitations en janvier et 9 jours en juillet. Pour la période 1991-2020, la température moyenne annuelle observée sur la station météorologique de Météo-France la plus proche, « Arc-et-Senans », sur la commune d'Arc-et-Senans à 5 km à vol d'oiseau, est de 11,7 °C et le cumul annuel moyen de précipitations est de 1 182,8 mm. 
La température maximale relevée sur cette station est de 41,5 °C, atteinte le 13 août 2003 ; la température minimale est de −25 °C, atteinte le 2 janvier 1971,,.
Les paramètres climatiques de la commune ont été estimés pour le milieu du siècle (2041-2070) selon différents scénarios d'émission de gaz à effet de serre à partir des nouvelles projections climatiques de référence DRIAS-2020. Ils sont consultables sur un site dédié publié par Météo-France en novembre 2022.

## Urbanisme

### Typologie
Au 1er janvier 2024, Port-Lesney est catégorisée commune rurale à habitat dispersé, selon la nouvelle grille communale de densité à sept niveaux définie par l'Insee en 2022. Elle est située hors unité urbaine et hors attraction des villes,.

### Occupation des sols
L'occupation des sols de la commune, telle qu'elle ressort de la base de données européenne d’occupation biophysique des sols Corine Land Cover (CLC), est marquée par l'importance des forêts et milieux semi-naturels (50,5 % en 2018), une proportion identique à celle de 1990 (50,5 %). La répartition détaillée en 2018 est la suivante : forêts (50,5 %), prairies (23,8 %), terres arables (13,8 %), zones urbanisées (7,3 %), cultures permanentes (2,3 %), zones agricoles hétérogènes (2,3 %). L'évolution de l’occupation des sols de la commune et de ses infrastructures peut être observée sur les différentes représentations cartographiques du territoire : la carte de Cassini (XVIIIe siècle), la carte d'état-major (1820-1866) et les cartes ou photos aériennes de l'IGN pour la période actuelle (1950 à aujourd'hui).

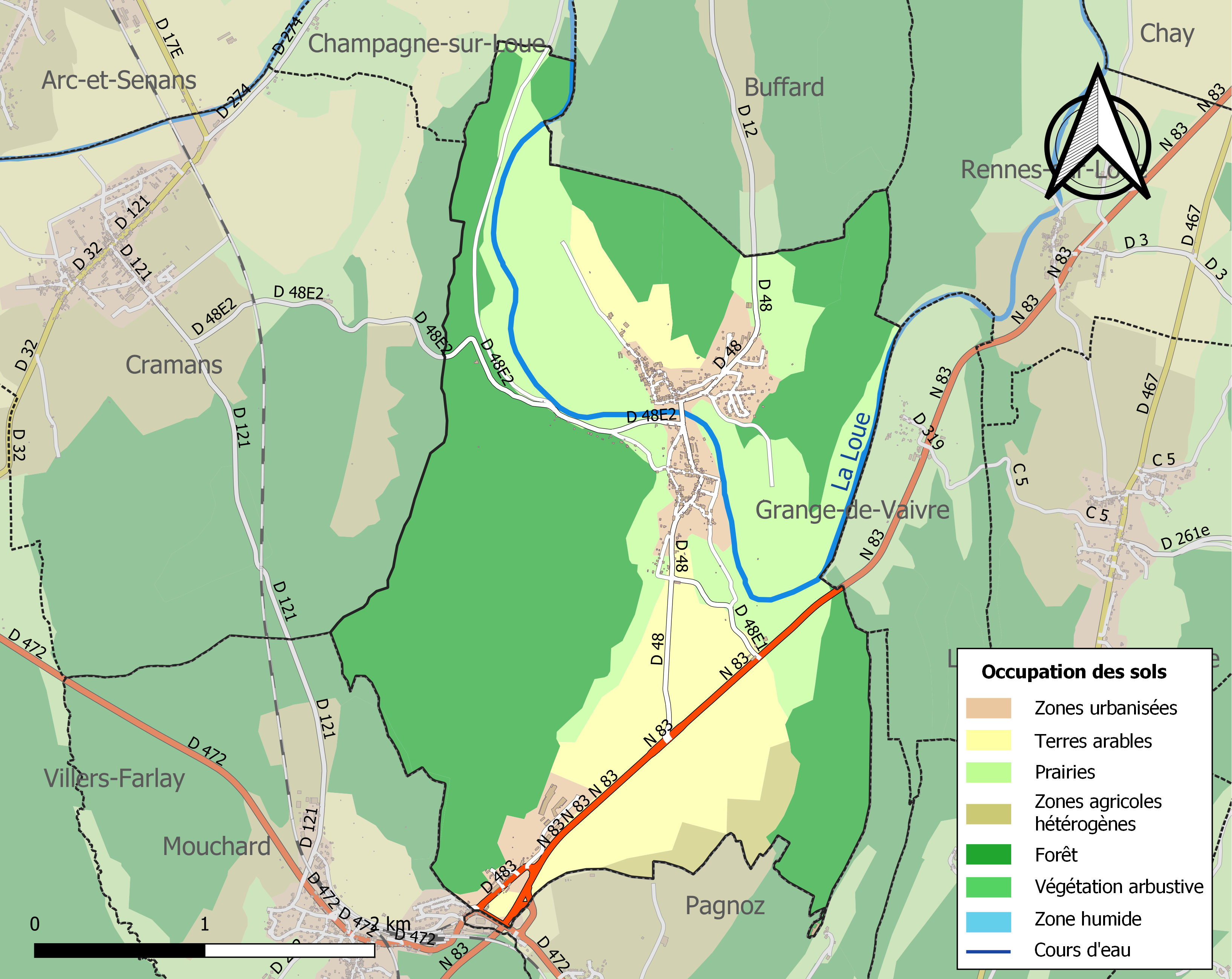
Carte des infrastructures et de l'occupation des sols de la commune en 2018 (CLC).

## Toponymie
Le nom de la commune est l'association de ceux des deux villages de Port et Lesney situés rives gauche et droite de la rivière Loue. Ceux-ci sont réunis en 1522 sous le nom de Port de Lesney.

## Histoire
Les habitants de la partie "port" du village s'appelaient les polis. Pendant la guerre de Dix ans, en marge du siège de Dole, l'armée comtoise (près du pont) et l'armée française (sur les hauteurs) se font face à Port-Lesney du 24 au 26 juin 1636. En dehors de quelques tirs d'artillerie, il n'y aura pas de véritables combats.

## Politique et administration

### Découpage territorial
Sur le plan administratif, la commune est rattachée à l'arrondissement de Dole, au département du Jura et à la région Bourgogne-Franche-Comté.
Sur le plan électoral, la commune dépend du canton de Mont-sous-Vaudrey créé lors du redécoupage cantonal de 2014 pour l'élection des conseillers départementaux et de la troisième circonscription du Jura pour les élections législatives. Auparavant, elle faisait partie du canton de Port Lesney de 1793 à 1801 puis du canton de Villers-Farlay de 1801 à 2014
La commune est membre de la communauté de communes du Val d'Amour, un établissement public de coopération intercommunale (EPCI) à fiscalité propre créé en 1993, dont le siège se trouve à Chamblay.
Par un arrêté préfectoral du 30 novembre 1972, la commune fusionne en association le 1er janvier 1973 avec Grange-de-Vaivre qui devient commune associée. La commune nouvellement créée devient alors Port-Lesney-Grange-de-Vaivre. Cependant, cette association prend fin le 1er mars 1987 par arrêté préfectoral du 19 février 1987. Par conséquent, la situation redevient comme elle l'était avant 1973.

### Administration municipale

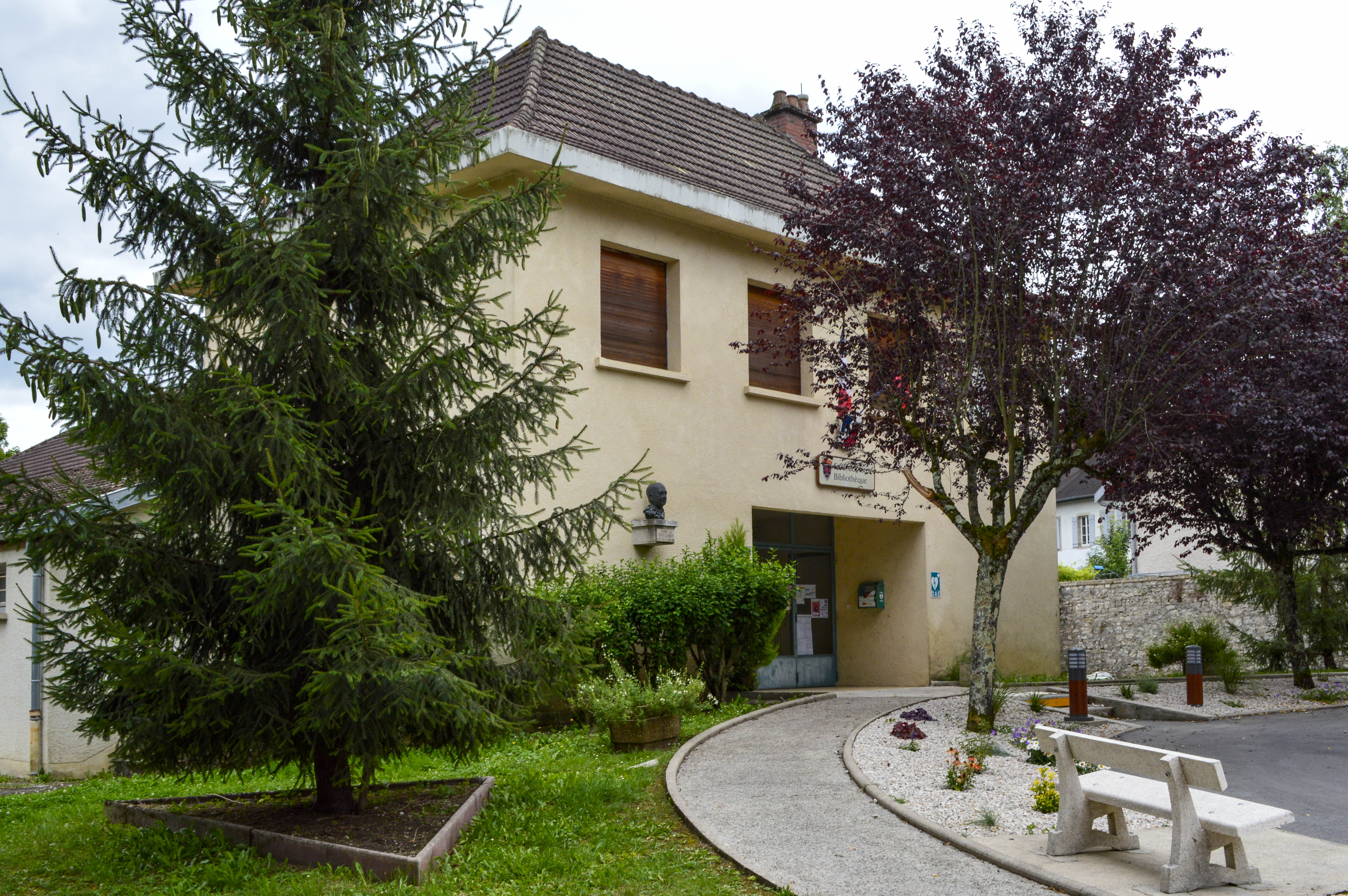
La mairie de Port-Lesney.

Comme toute commune dont la population est comprise entre 500 et 1499 habitants, le conseil municipal de Port-Lesney est actuellement composé de quinze membres. Il est élu au scrutin majoritaire plurinominal à deux tours avec candidatures isolées ou groupées et possibilité de panachage. Le maire actuel de la commune est Jean Théry, né en 1959, élu pour la première fois en 2014, et réélu le 18 mai 2020,.
Dans les communes de moins de 1 000 habitants, les conseillers communautaires sont désignés parmi les conseillers municipaux élus en suivant l’ordre du tableau (maire, adjoints puis conseillers municipaux) et dans la limite du nombre de sièges attribués à la commune au sein du conseil communautaire. Deux sièges sont attribués à Port-Lesney au sein de la communauté de communes du Val d'Amour. Le maire Jean Théry et son adjoint Bruno Della Santa représentent ainsi la commune au sein du conseil communautaire.

#### Liste des maires
| Période | Période                     | Identité          | Étiquette     | Qualité |
| ------- | --------------------------- | ----------------- | ------------- | --- |
| 1947    | 1971                        | Edgar Faure       | PRRRS         | Député du Jura puis du Doubs (1946-1955, 1956-1958, 1967, 1968, 1973-1980) puis ministre et président du Conseil des ministres |
| 1971    | 1977                        | Lucie Faure       | DVG           | Femme de lettres Épouse d'Edgar Faure                                                                                          |
| 1983    | 1987                        | Edgar Faure       | apparenté UDR | Ancien Président de l'Assemblée nationale (1973-1978) Sénateur (1959-1966, 1980-1988)                                          |
| 1987    | 2001                        | André Dupupet     |               | |
| 2001    | 2003                        | Daniel Huart      |               | |
| 2005    | 2008                        | Frédérique Galvin |               | |
| 2008    | En cours (au 30 avril 2014) | Jean Théry        | DVD           | Employé |

## Population et société

### Démographie
L'évolution du nombre d'habitants est connue à travers les recensements de la population effectués dans la commune depuis 1793. Pour les communes de moins de 10 000 habitants, une enquête de recensement portant sur toute la population est réalisée tous les cinq ans, les populations de référence des années intermédiaires étant quant à elles estimées par interpolation ou extrapolation. Pour la commune, le premier recensement exhaustif entrant dans le cadre du nouveau dispositif a été réalisé en 2006.

En 2022, la commune comptait 539 habitants, en évolution de +0,19 % par rapport à 2016 (Jura : −0,81 %, France hors Mayotte : +2,11 %).
| 1793 | 1800 | 1806 | 1821 | 1831 | 1836 | 1841 | 1846 | 1851 |
| ---- | ---- | ---- | ---- | ---- | ---- | ---- | ---- | ---- |
| 740  | 743  | 769  | 815  | 795  | 807  | 806  | 817  | 822  |

| 1856 | 1861 | 1866 | 1872 | 1876 | 1881 | 1886 | 1891 | 1896 |
| ---- | ---- | ---- | ---- | ---- | ---- | ---- | ---- | ---- |
| 793  | 770  | 748  | 718  | 707  | 745  | 700  | 660  | 601  |

| 1901 | 1906 | 1911 | 1921 | 1926 | 1931 | 1936 | 1946 | 1954 |
| ---- | ---- | ---- | ---- | ---- | ---- | ---- | ---- | ---- |
| 565  | 568  | 555  | 535  | 544  | 658  | 611  | 644  | 653  |

| 1962 | 1968 | 1975 | 1982 | 1990 | 1999 | 2006 | 2011 | 2016 |
| ---- | ---- | ---- | ---- | ---- | ---- | ---- | ---- | ---- |
| 617  | 539  | 577  | 528  | 431  | 414  | 506  | 557  | 538  |

| 2021 | 2022 | - | - | - | - | - | - | - |
| ---- | ---- | - | - | - | - | - | - | - |
| 534  | 539  | - | - | - | - | - | - | - |

### Cultes
Port-Lesney dispose d'un seul lieu de culte de confession catholique, l'église de l'Assomption-de-Notre-Dame. Au sein du diocèse de Saint-Claude, le doyenné de Salins-les-Bains regroupe six paroisses dont celle de Notre-Dame de Lorette à laquelle appartient la commune.

## Équipements et services publics

### Enseignement

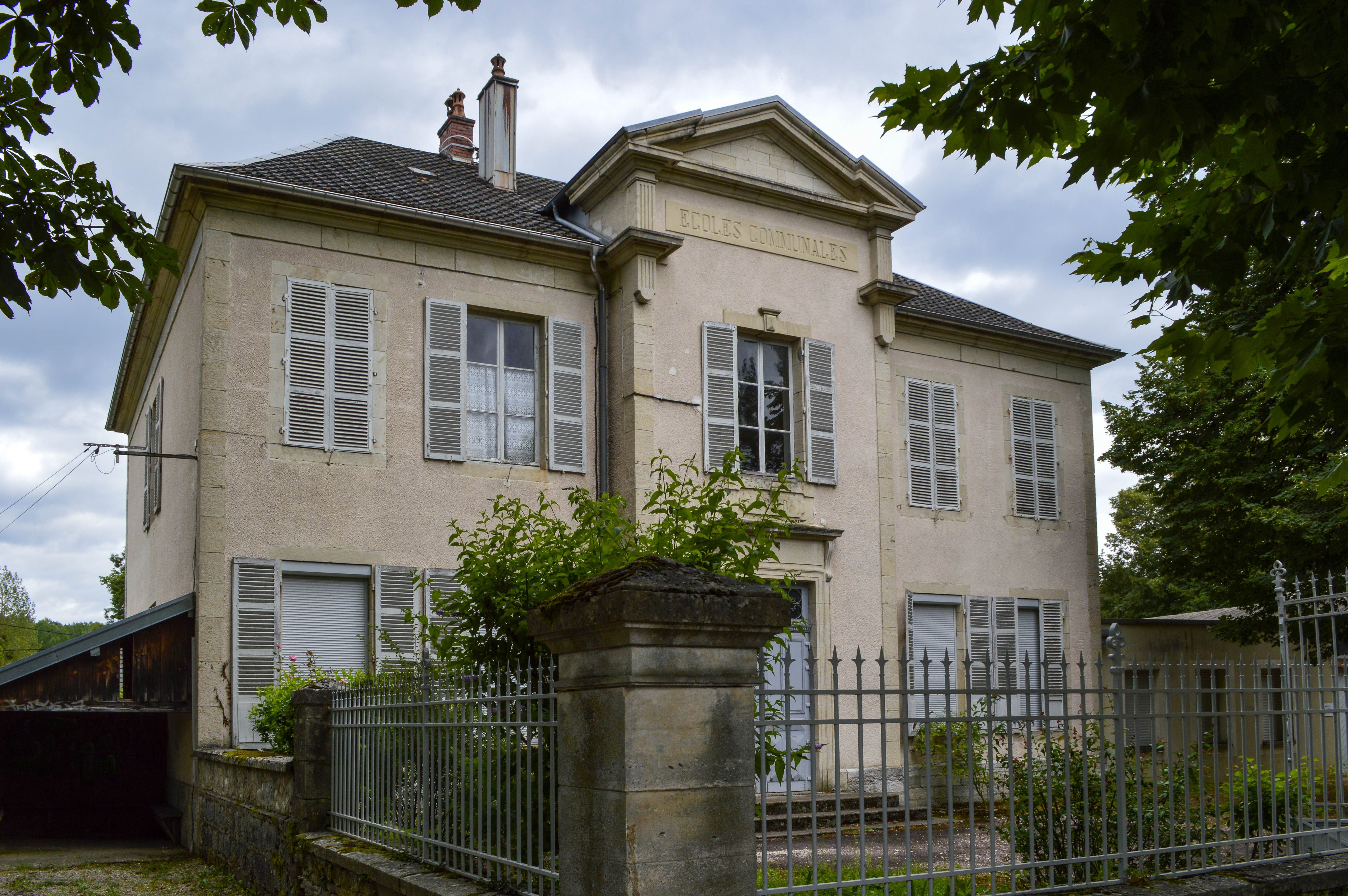
L'école.

La commune fait partie de l'académie de Besançon, dans la zone A du calendrier scolaire. La commune dispose d'une école primaire accueillant une quarantaine d'élèves.

## Économie

### Activités et entreprises
En 2024, la commune de Port-Lesney comptait 7 établissements de plus de 2 salariés figurant dans le tableau ci-dessous.
| Nom                                                | Effectif | Activité                              |
| -------------------------------------------------- | -------- | ------------------------------------- |
| Naturalim France Miel                              | 41       | Commerce de gros de miels             |
| Hôtel du Parc (Château de Germigney)               | 38       | Hôtel café restaurant                 |
| Le Bistrot de Port-Lesney (Château de Germigney)   | 10       | Restaurant                            |
| Établissements Labourier et Cie                    | 9        | Fabrication d'équipements automobiles |
| BS Maçonnerie                                      | 5        | Travaux de maçonnerie                 |
| Pompes Funèbres P. Richardet                       | 4        | Pompes funèbres                       |
| L'Edgar Hôtel Pasta & Pizza (Château de Germigney) | 4        | Hôtel bar restaurant                  |

#### Tourisme
Au 1er janvier 2024, Port-Lesney dispose de deux hôtels dont le Château de Germigney classé 5 étoiles, proposant un total de 37 chambres et d'un terrain de camping 2 étoiles, le Camping Les Radeliers, disposant de 93 emplacements. Le village dépend de l'office de tourisme Destination Loue Lison.

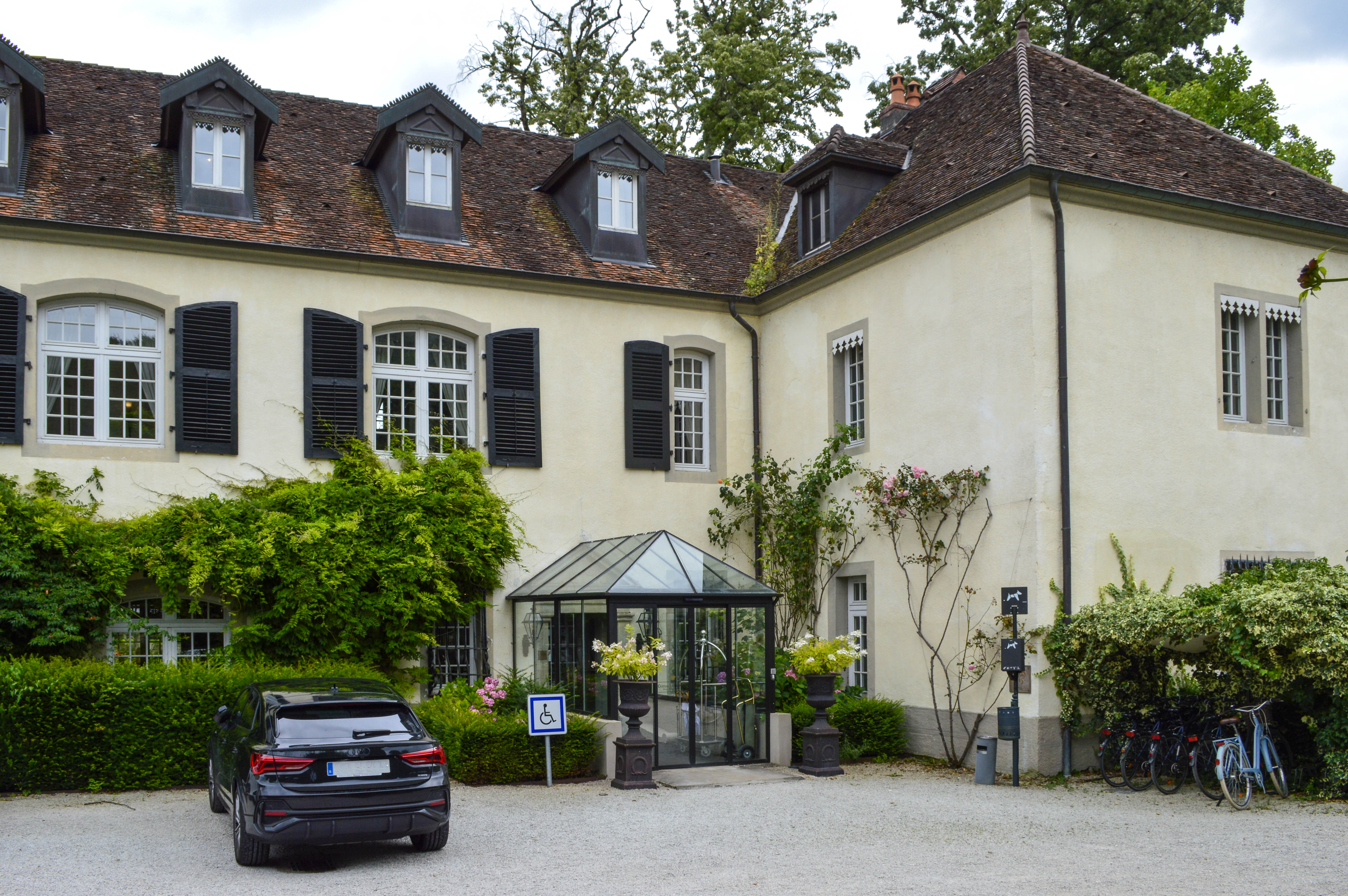
L'hôtel 5 étoiles Château de Germigney.
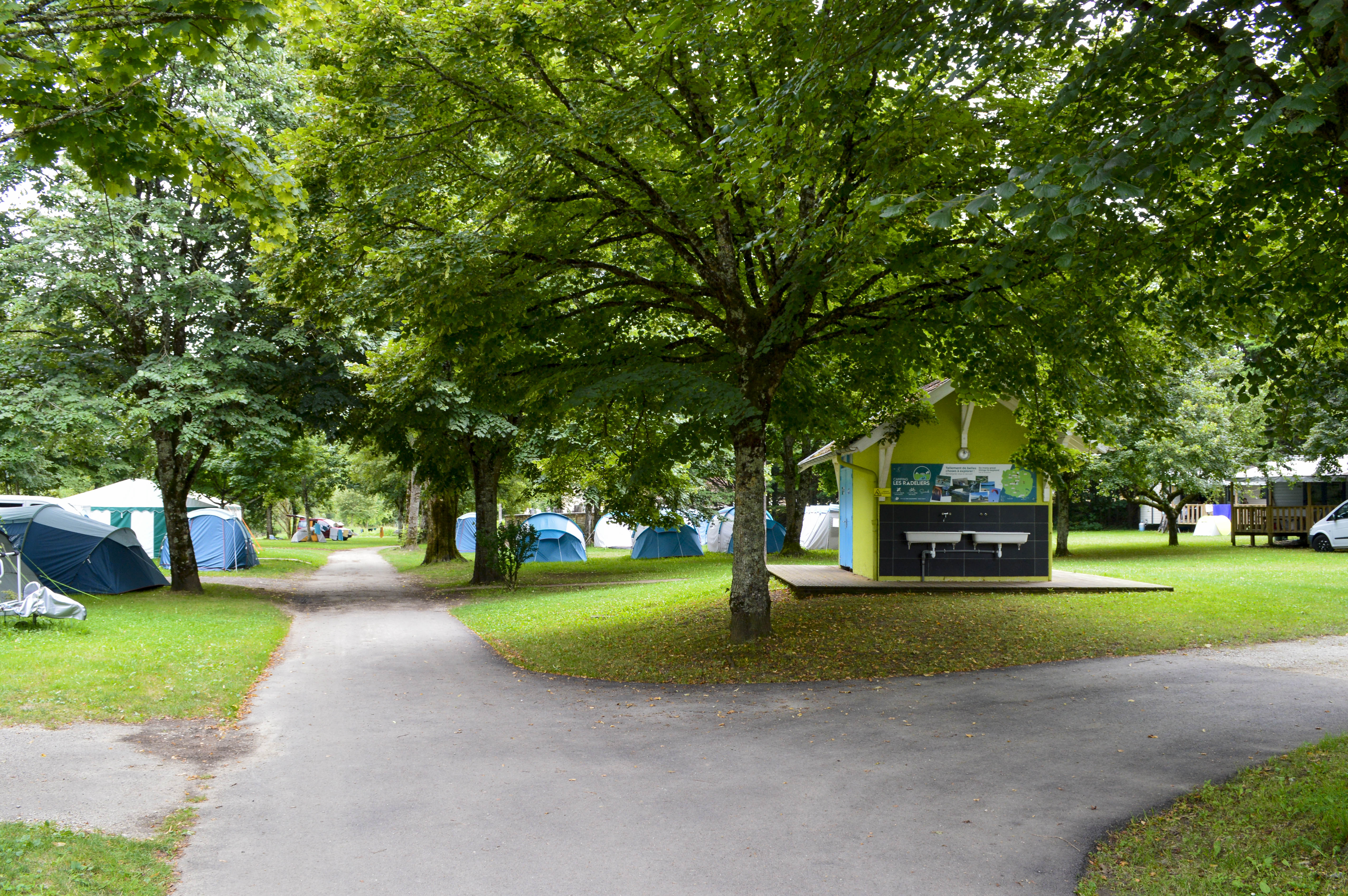
Le camping Les Radeliers
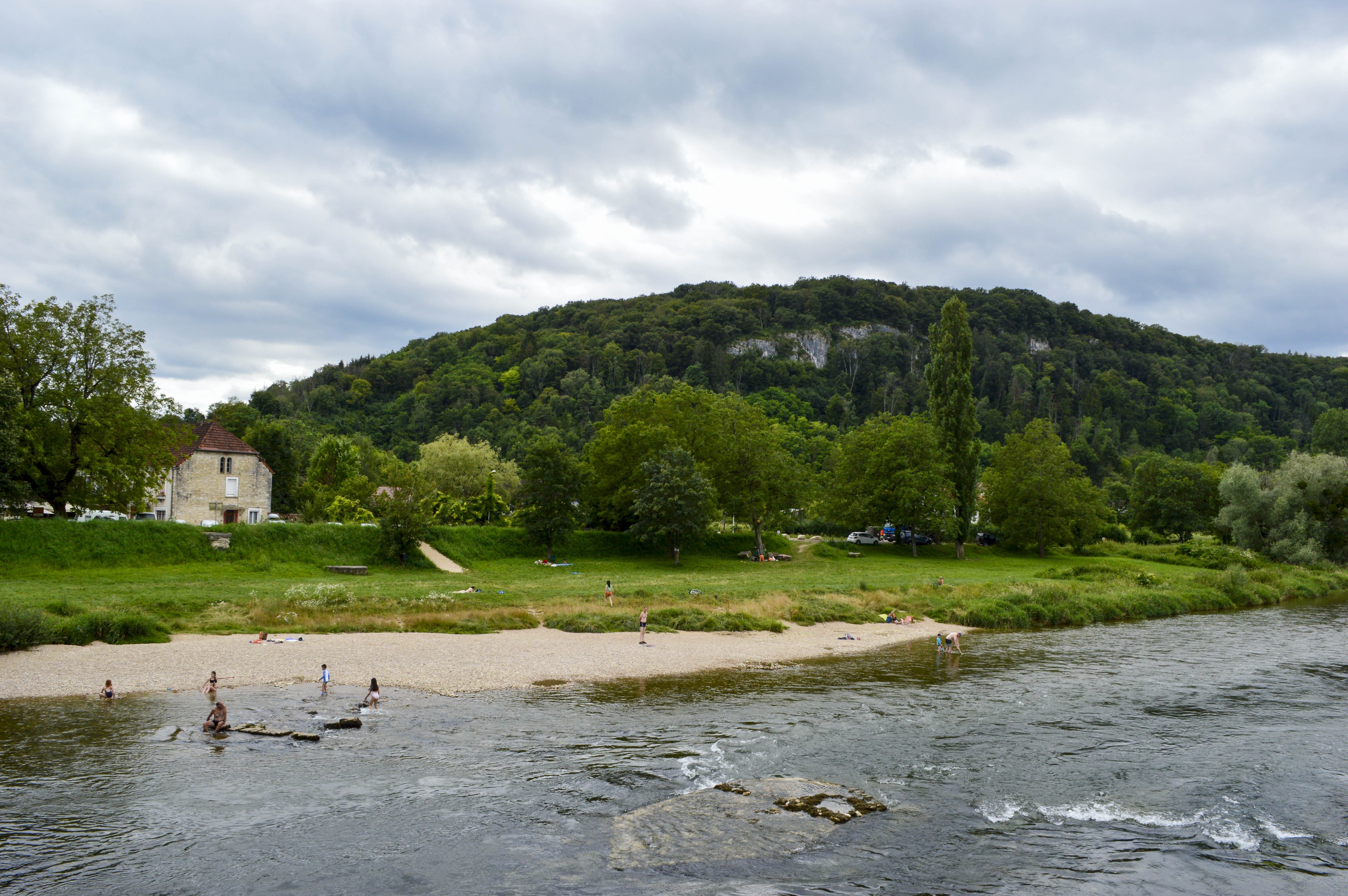
La plage.

## Culture locale et patrimoine

### Lieux et monuments
Le village dispose d'un important patrimoine bâti et de nombreux sites naturels.

#### Les deux ponts: ancien pont etpont bow-string
Bien que la date de sa construction soit difficile à déterminer, il existe à Port-Lesney un pont en pierre à trois arches dès le XVe siècle, qui permet au village de devenir un point de passage privilégié vers Besançon. Néanmoins du fait de sa conception ancienne (larges piliers et voûtes peu élevées), le pont provoque d'importantes inondations en période de crue. Afin de remédier à cette nuisance, une quatrième arche est construite à la fin du XVe siècle, puis une cinquième fin XIXe. Après une crue particulièrement importante en 1931, une enquête est lancée pour la réalisation d'un nouveau pont de type bow-string, qui offrirait moins de résistance à l'écoulement de la rivière. La construction du nouveau pont débute en 1938, et s'achève en 1940. Enfin, onze ans après la construction d'un pont plus moderne, le premier pont est finalement détruit en 1951. Seule une arche est alors conservée, encore en place à l'heure actuelle. Le village présente donc la particularité d'avoir possédé deux ponts  partant du même emplacement en rive gauche de la Loue pendant plus de dix ans, de 1940 à 1951.

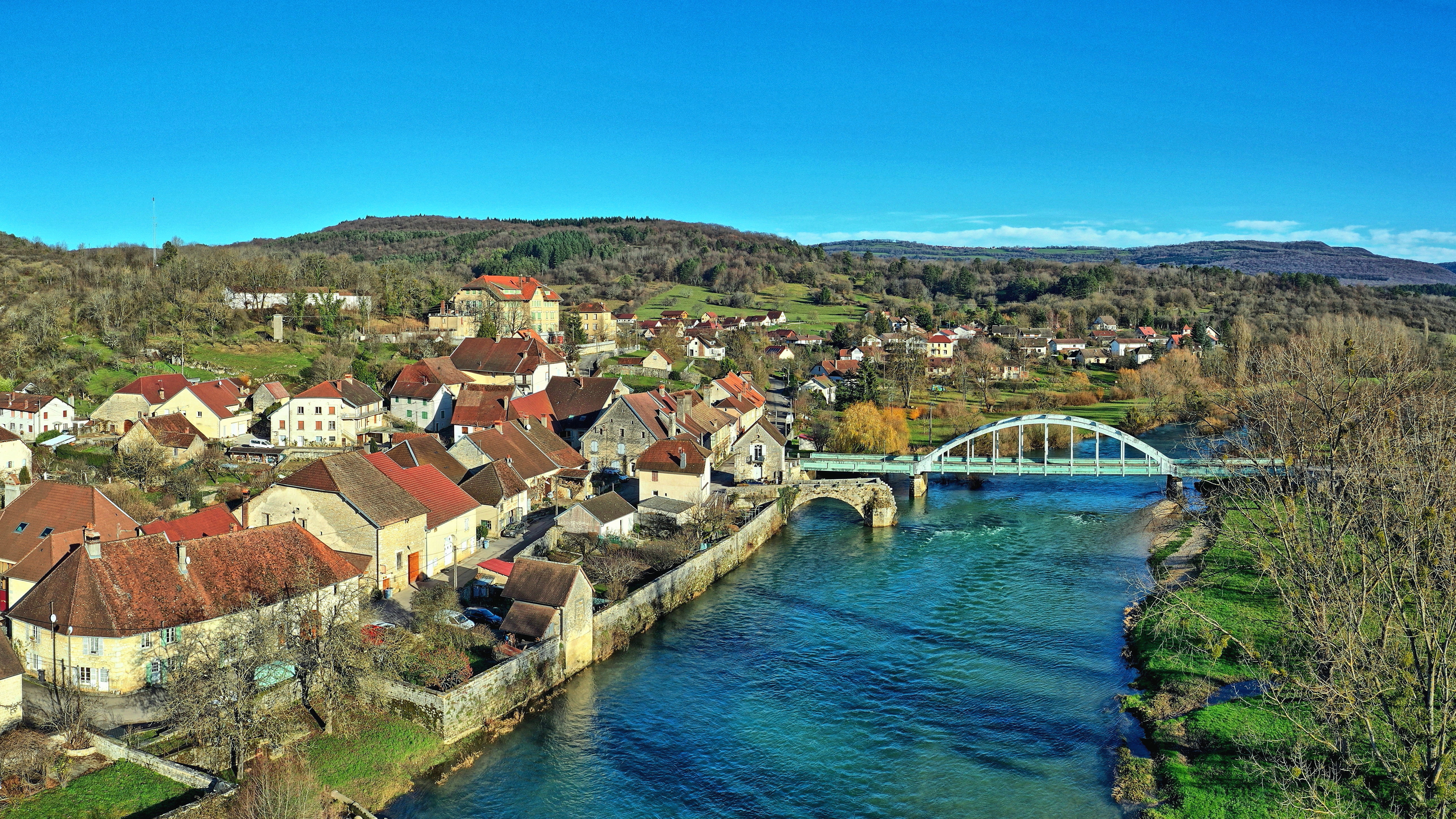
Le "port" et le pont sur la Loue.
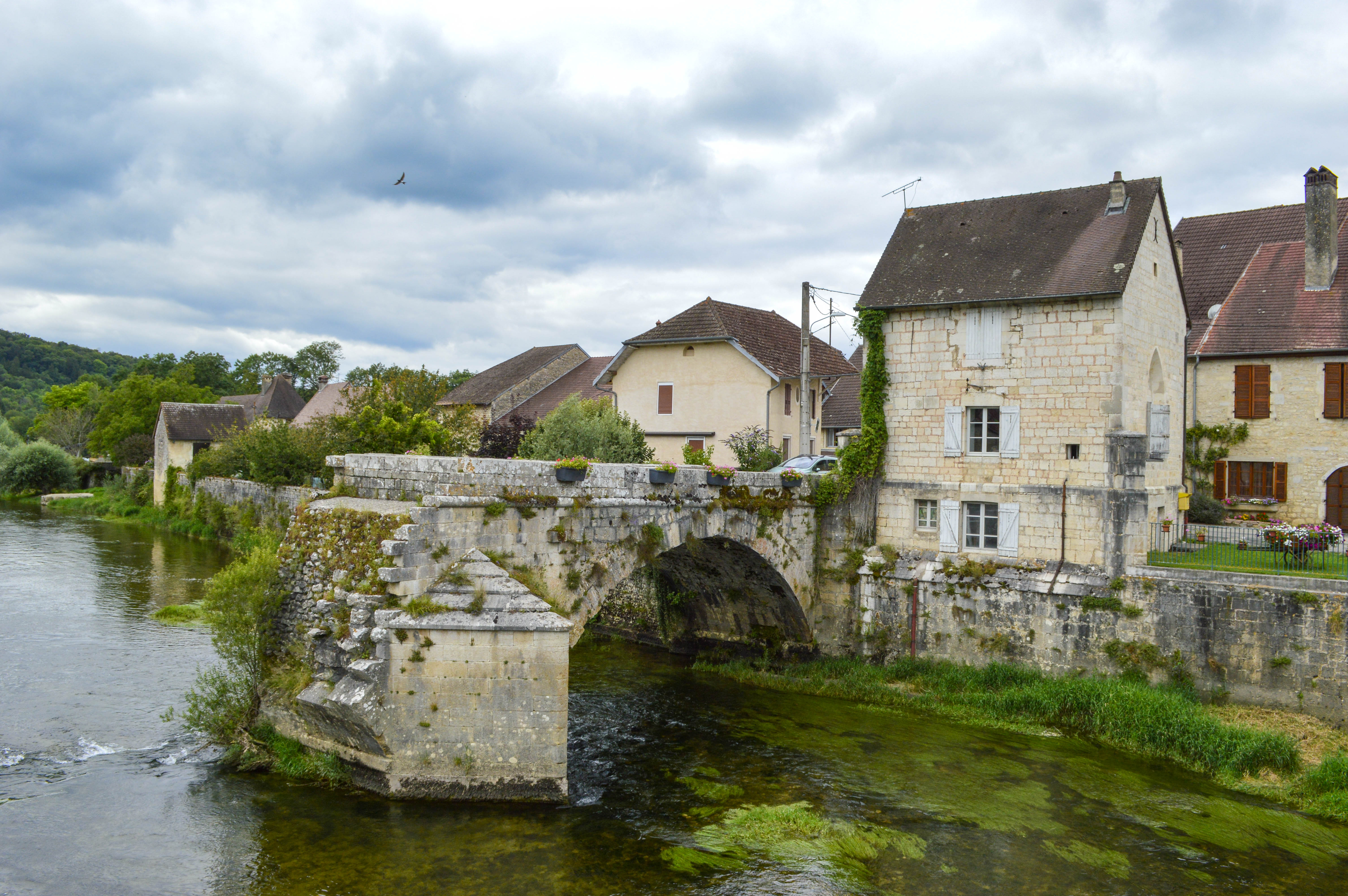
Les vestiges du vieux pont. et une ancienne chapelle.
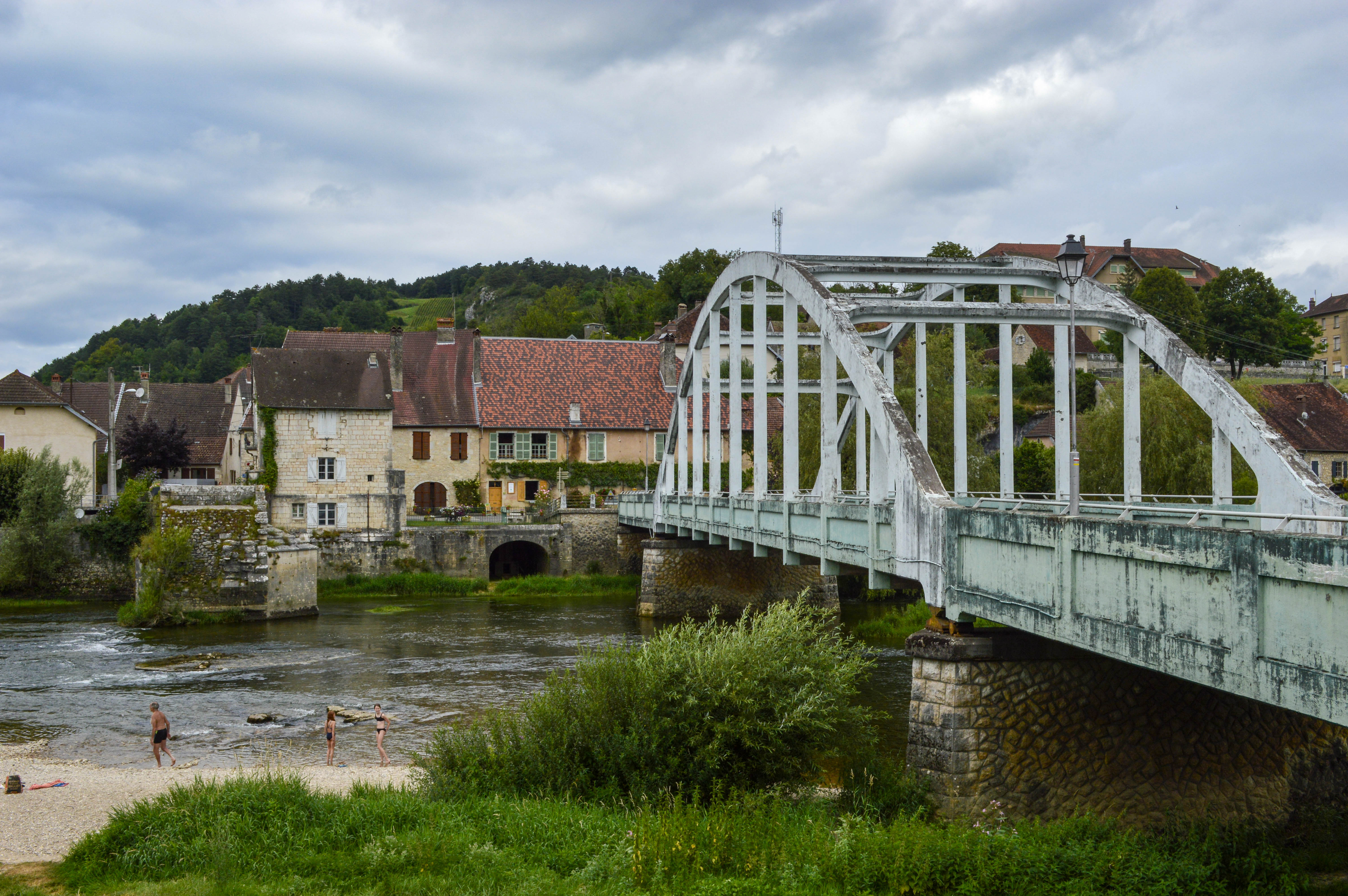
Le nouveau pont.

#### Notre-Dame de Lorette
La chapelle de Lorette est accessible à partir de la route qui rejoint Port-Lesney à Cramans, et bénéficie d'une très belle vue sur la vallée de la Loue en contrebas.
Cet ermitage a été construit en plusieurs étapes : le chœur, aux murs très épais, constitue la partie la plus ancienne (construction estimée au XIVe siècle) ; des chambrettes attenantes dateraient du début du XVIIe siècle, une nef du début du XVIIIe siècle ; enfin une grande salle soudée au chœur par son mur nord est de construction moderne. À l'extérieur, on peut admirer un magnifique toit en pierre.

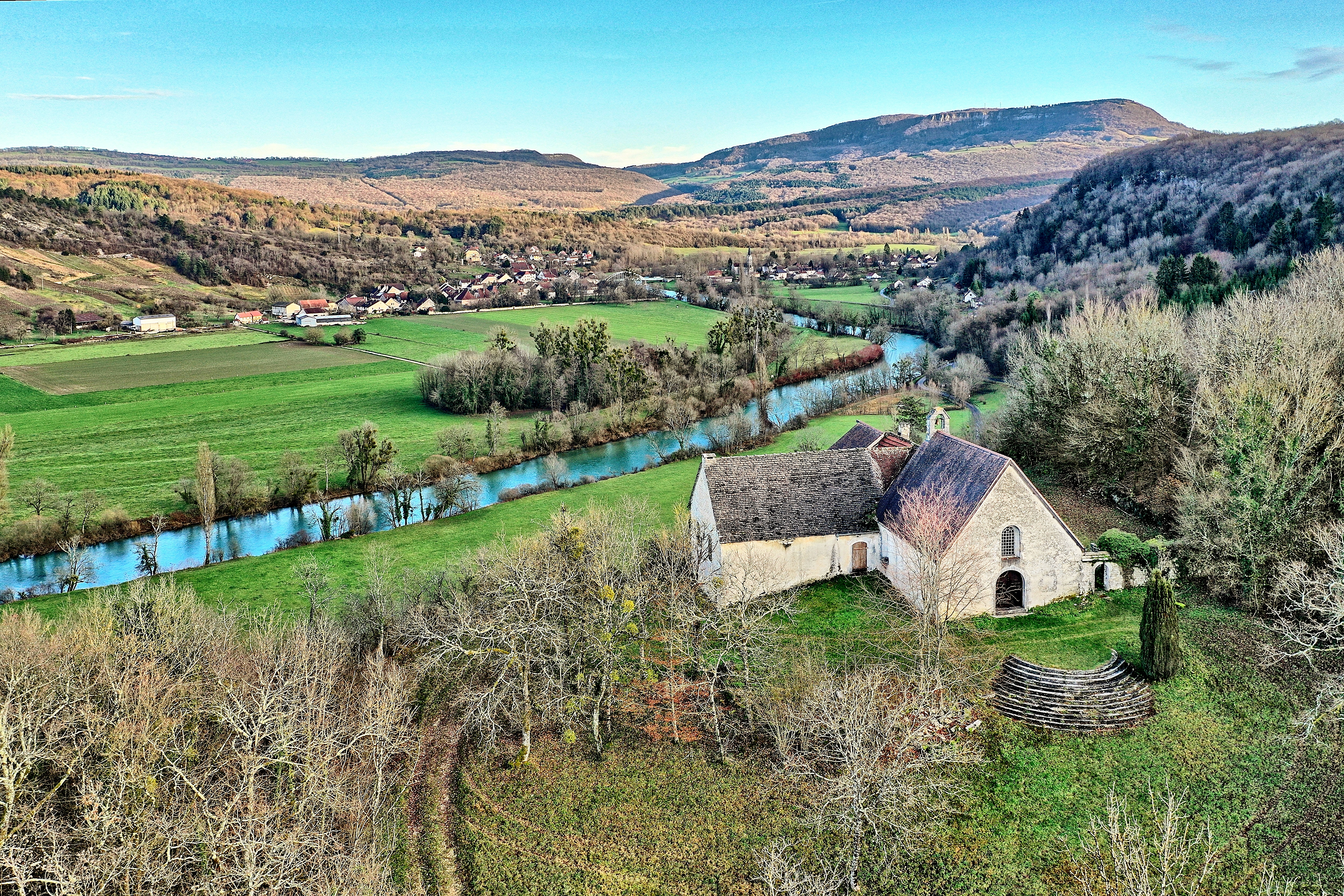
La chapelle de Lorette au dessus de la Loue.
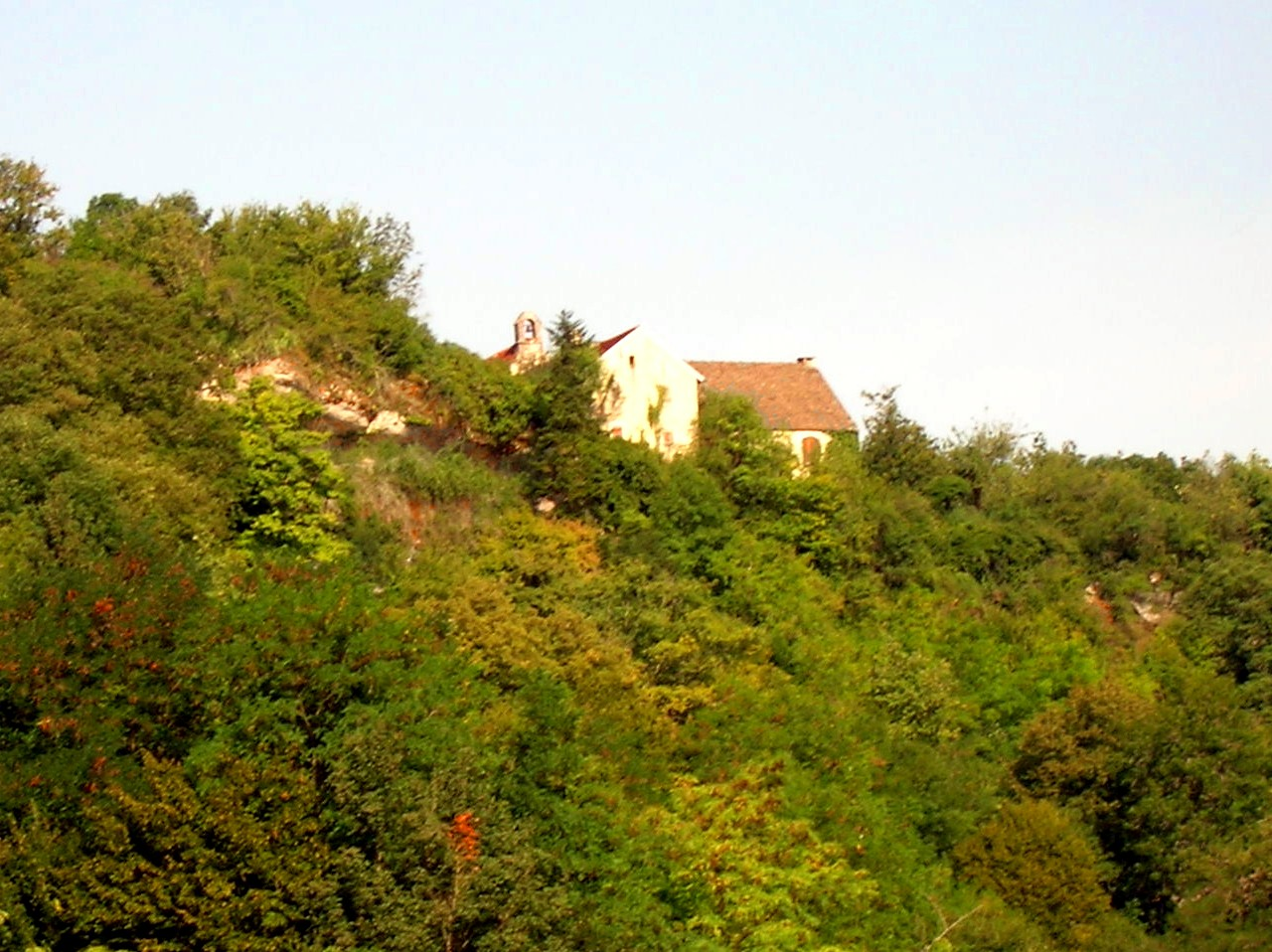
Notre-Dame de Lorette.

#### Préventorium
Un préventorium, destiné aux personnes infectées par la tuberculose a été construit en 1923. Il a été désaffecté pour accueillir des colonies de vacances puis une annexe du lycée du bois de 1988 à 2015.

#### Cuvette de Perrichon

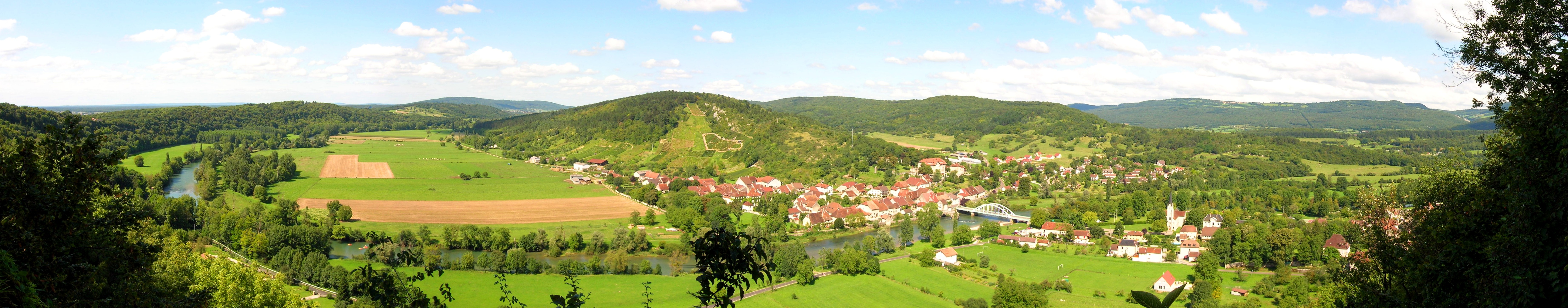
Vue panoramique depuis le belvédère.

Sur la commune, en rive gauche de la Loue, se trouve la « cuvette de Perrichon », un des bâtiments de transit de la saumure sur le saumoduc reliant Salins-les-bains à la Saline royale d'Arc-et-Senans. Datant de la fin du XVIIIe siècle, le bâtiment est inscrit aux monuments historiques depuis 2009.

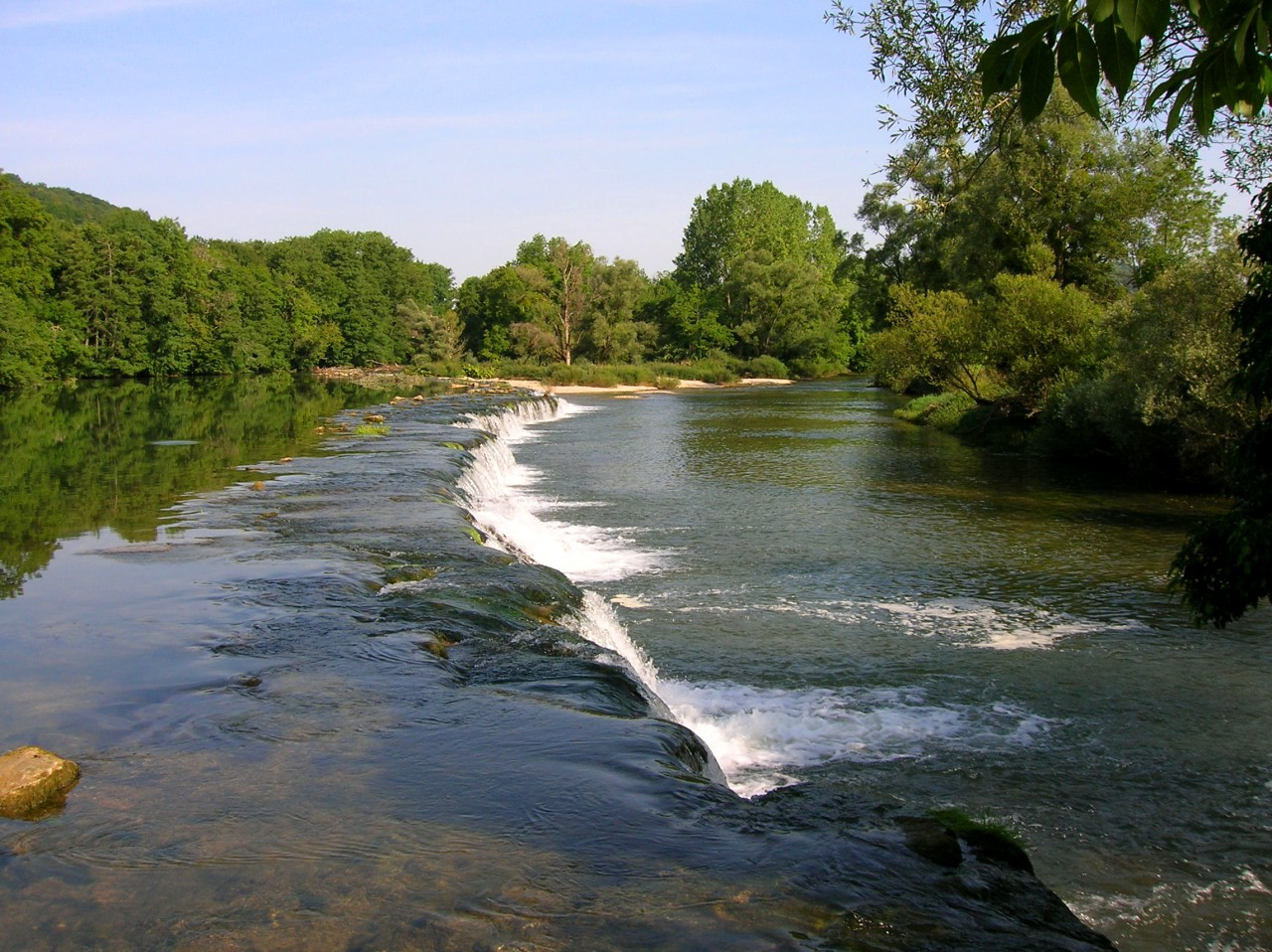
Barrage.
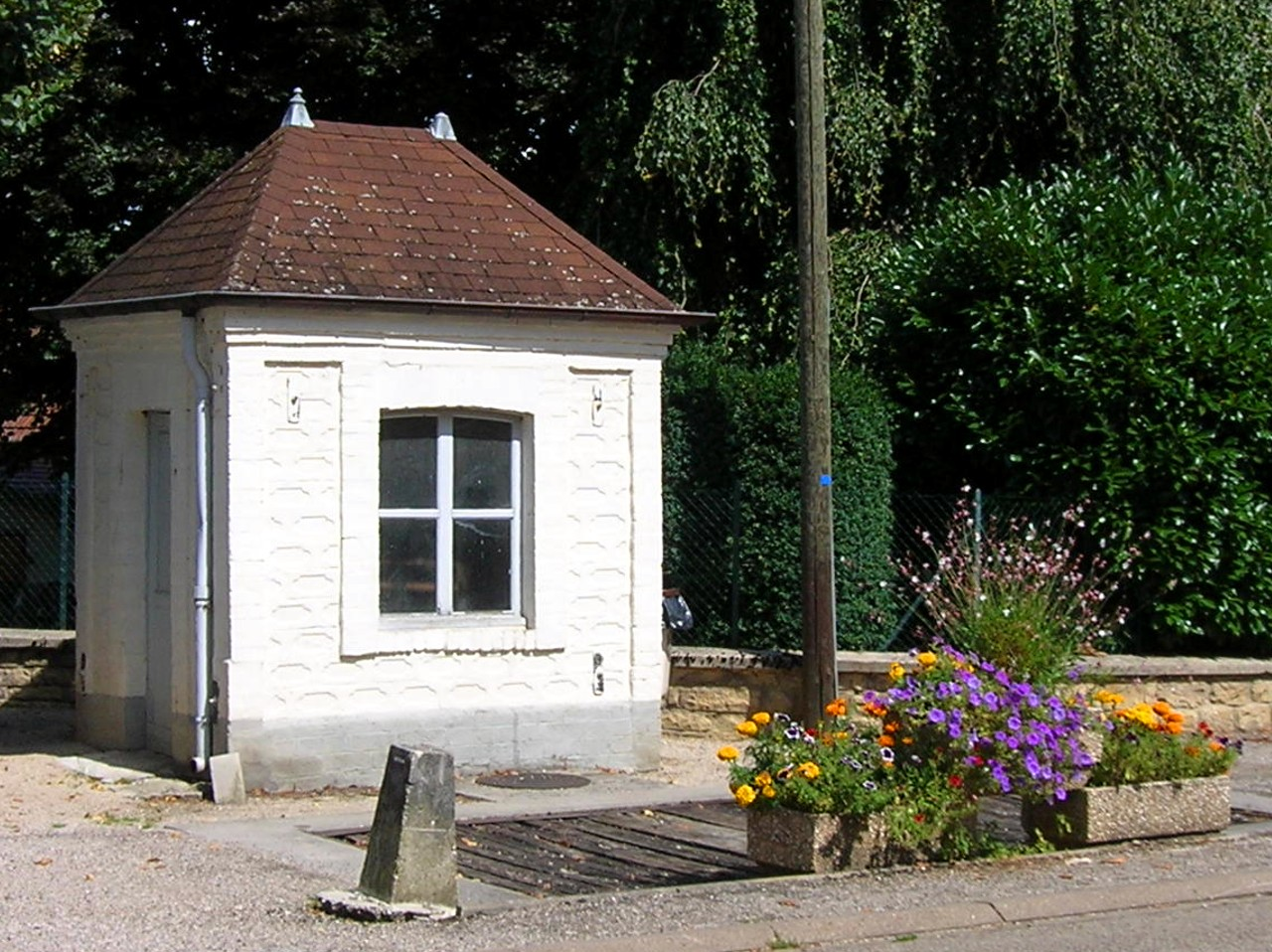
Bascule.
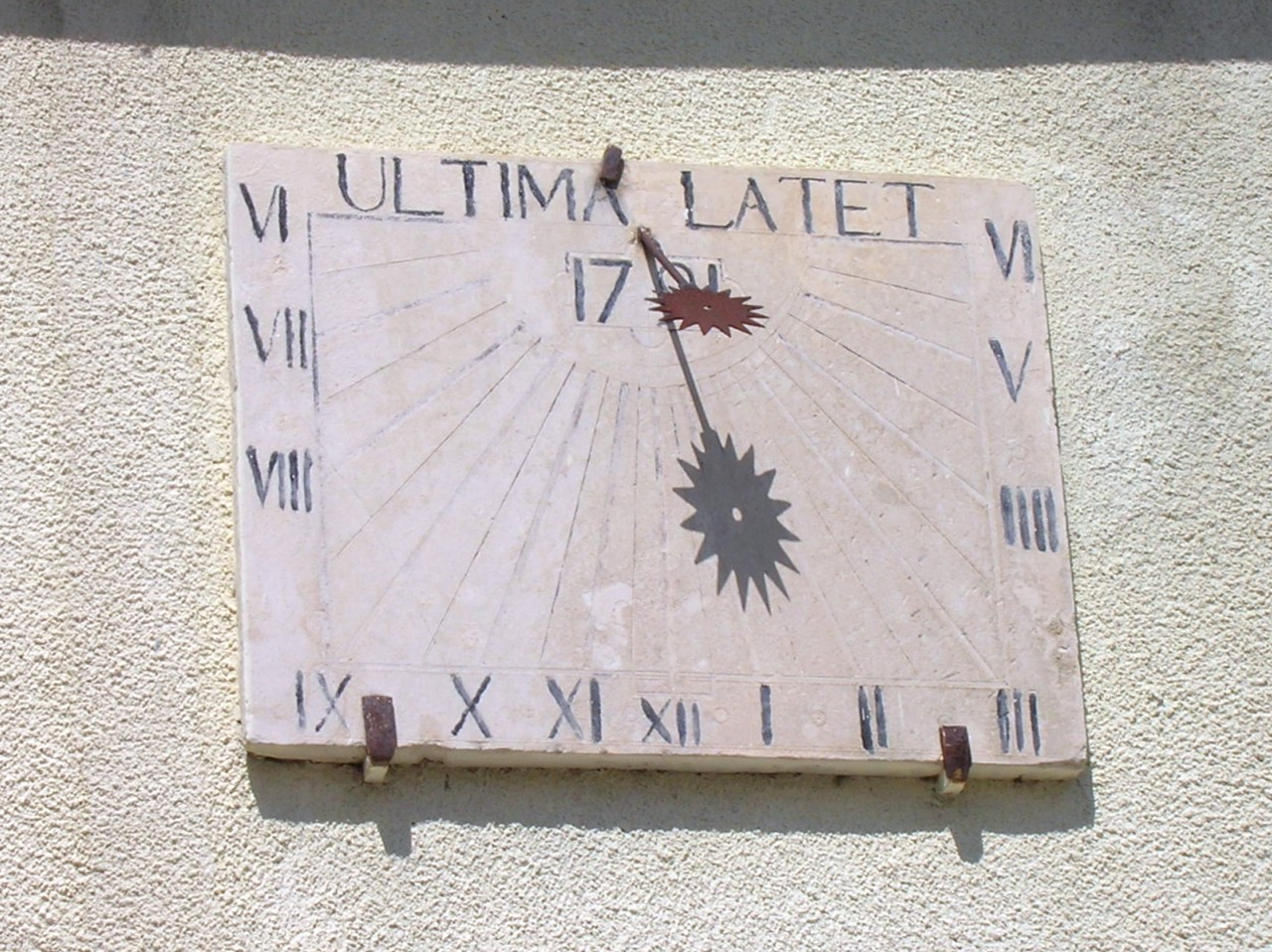
Cadran solaire.
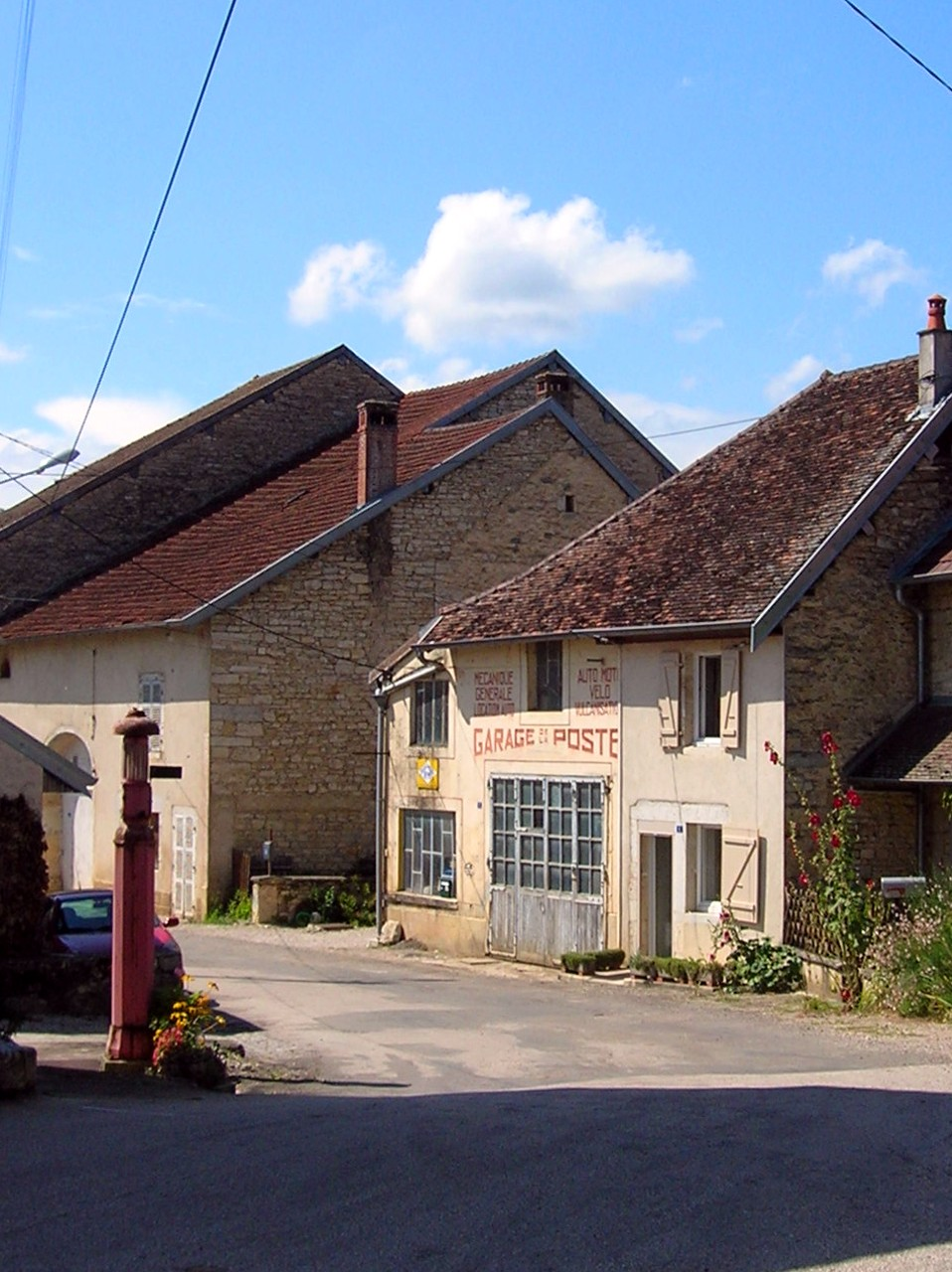
Garage de la poste.
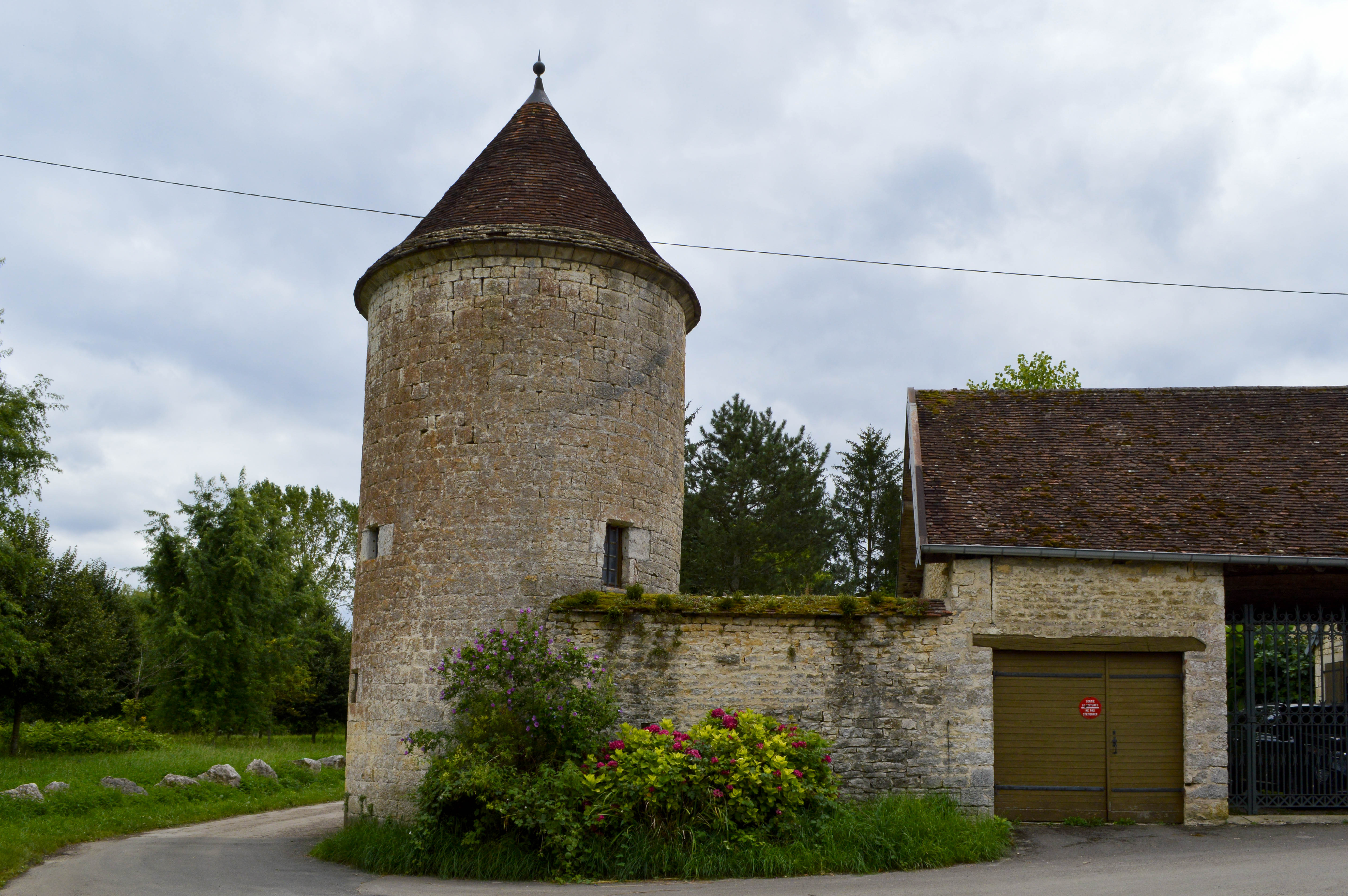
Maison de la tour.
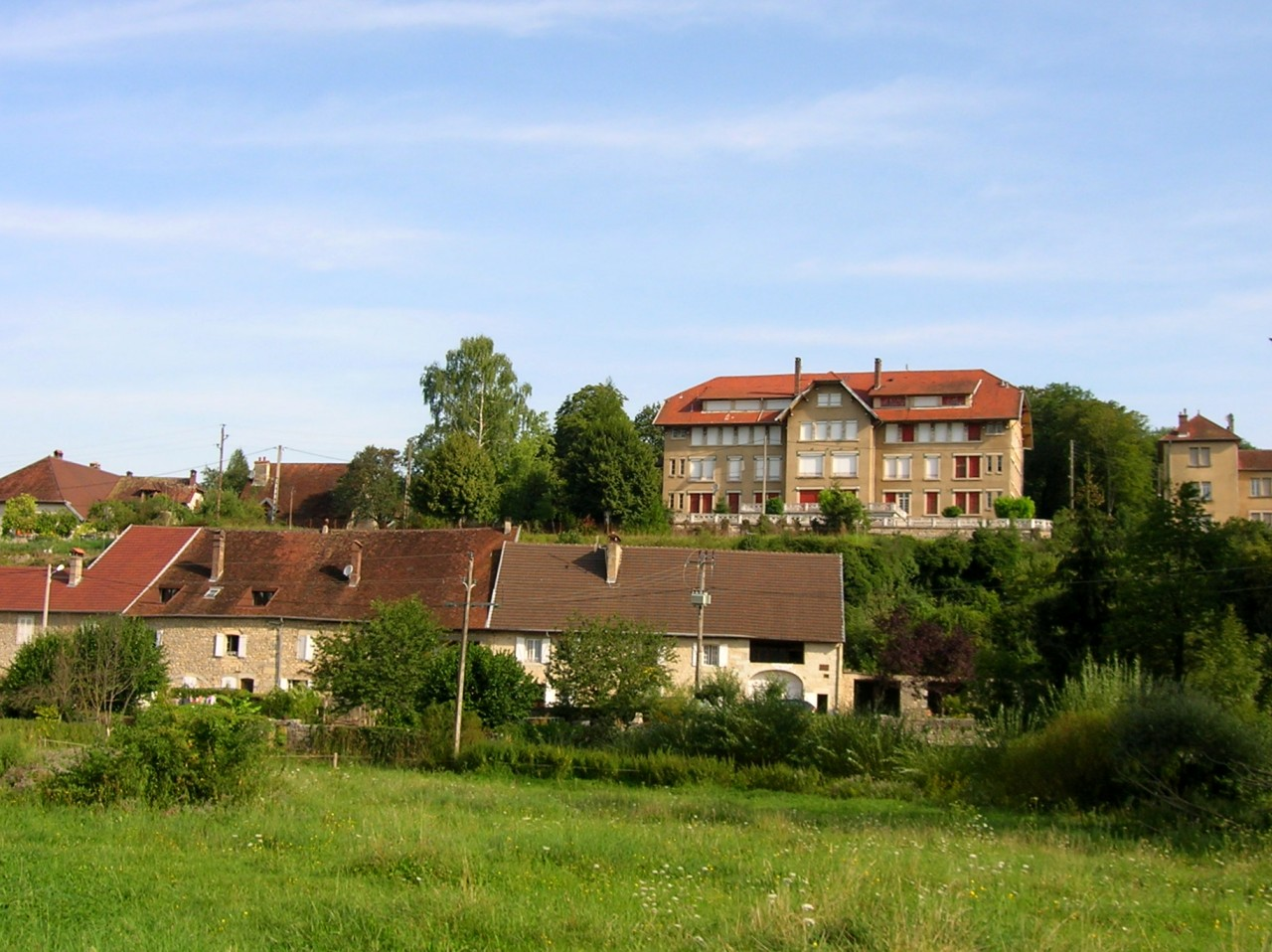
Préventorium.
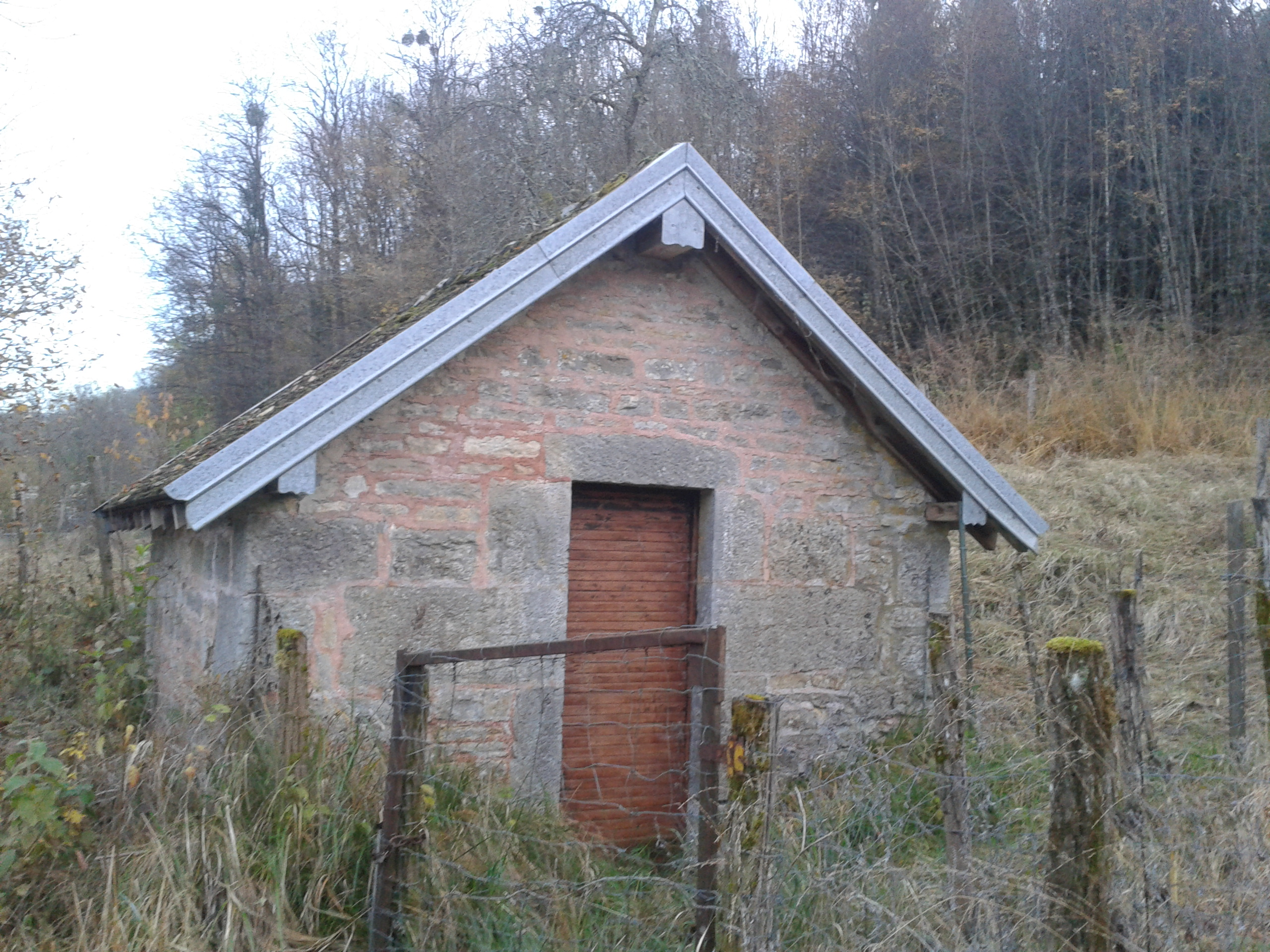
Cuvette de Perrichon

### Personnalités liées à la commune

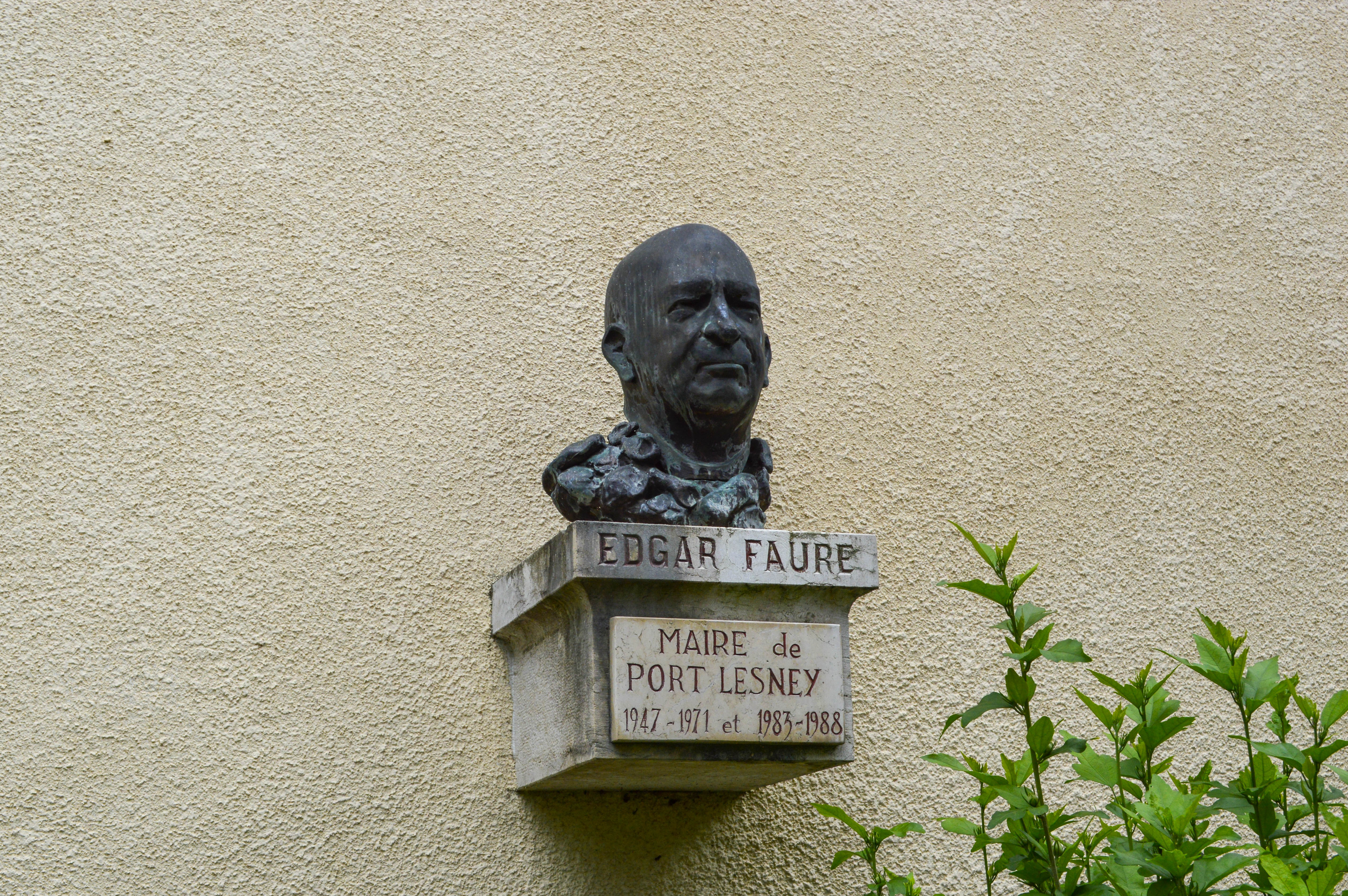
Buste d'Edgar Faure sur la façade de la mairie.

- Charles Rey Fauque dit Harmington, magicien, illusionniste, est inhumé au cimetière de Port-Lesney ; son fils a son nom gravé sur le monument aux morts de la guerre 1914-1918. Il était né à Cavaillon (Vaucluse) le 10 juillet 1860, et il est décédé à Arbois (Jura) le 28 août 1947[32].
- Georges Méliès, inventeur du trucage et du spectacle cinématographique fut le dernier directeur du Théâtre Robert-Houdin de Paris. En 1889, il engage Harmington comme magicien principal. Cet artiste mondialement connu dans le monde de l'illusionisme était venu prendre sa retraite à Port-Lesney. Dans ses notes relatives au théâtre Robert-Houdin et parues dans L'histoire comparée du cinéma tome II de Jacques Deslandes et Jacques Richard, Méliès a écrit :[33]

« Harmington (Fauque de son véritable nom) Gascon celui-là !  Et quel gascon ! Pécaïre ! Trousse de l’air ! Bagasse ! En voilà un qui n’engendrait pas la mélancolie. Il resta 9 ans au théâtre et ses séances n’étaient qu’un continuel éclat de rire ! Quel entrain ! Quel bagout !
Il avait même un entrain si endiablé que dans le feu de l’action, il démolissait quelque accessoire à chaque séance. Çà, c’était moins drôle pour moi qui avais à les remplacer, mais il amusait tellement son public. Il était toujours de si bonne humeur, toujours si content de lui que je me serais fait scrupule de lui faire le moindre reproche. »

- Jean-Baptiste Jupille, dit « le berger Jupille », né à Port-Lesney le 30 novembre 1869 et mort à Joinville-le-Pont le 29 septembre 1923, est le deuxième patient soigné pour la rage par Louis Pasteur en octobre 1885.
- Edgar Faure fut maire de Port-Lesney de 1947 à 1971 et de 1983 à 1987.

### Cinéma
Le film La Ligne de démarcation fut en partie tourné à Port-Lesney.

### Héraldique
|  | Les armes de la commune se blasonnent ainsi : Coupé : au premier d'azur semé de billettes d'or au lion issant du même brochant sur le tout, au second de gueules au pont de deux piles d'argent sur une rivière ondée aussi d'argent et d'azur. |